# هنري سميث بريتشيت
هنري سميث بريتشيت (بالإنجليزية: Henry Smith Pritchett) (و. 1857 – 1939 م) هو عالم فلك، وأستاذ جامعي من الولايات المتحدة الأمريكية . ولد في فايت، ميزوري . وكان عضواً في الأكاديمية الأمريكية للفنون والعلوم .
توفي في سانتا باربارا، كاليفورنيا، عن عمر يناهز 82 عاماً.